# Казімеж Макарчик
Казимєж Томаш Макарчик (пол. Kazimierz Tomasz Makarczyk, 1 січня 1901, Варшава –  27 травня 1972, Лодзь) – польський шахіст, шаховий тренер, Олімпійський чемпіон 1930.

## Біографічна довідка
Народився в Варшаві. 1919 почав навчання на юридичному факультеті столичного університету. Радянське вторгнення змусило перервати навчання, Казимєш як доброволець брав участь у Варшавській битві, служив у ранзі капрала в варшавському гарнізоні, згодом повернувся до навчання. Його викладачами були професори Людвік Кживіцкі та Лев Петражицький, останній був керівником дипломної роботи. З особистих причин знов мусив перервати навчання, повернувся вже по смерті Петражицького і поступив на факультет філософії, де під керівництвом Тадеуша Котарбінського 1938 року захистив диплом. Видав книгу з логіки. Був співзасновником наукового Товариства ім. Леона Петражицького.
Під час Другої світової війни разом із сином Вацлавом належав до Армії Крайової, брав участь у Варшавському повстанні 1944, після його поразки потрапив у полон, був в'язнем концентраційного табору Stalag IV B (Мюльберг).
У 1945 поселився в Лодзі, де й прожив решту життя. Був ад'юнктом кафедри логіки в місцевому університеті.
Почавши шахову кар'єру в зірковий для Польщі час, по війні залишився чи не єдиним з сильних шахістів довоєнного покоління. Виграв другий повоєнний чемпіонат Польщі в віці 47 років, у 1952 був близьким до повторення успіху, набравши в турнірі рівну кількість очок із Богданом Сливою, однак програв йому вирішальний матч. В 1952 році разом зі Станіславом Гавліковським був виключений зі складу збірної Польщі за політичними мотивами (ненадійний класовий елемент) напередодні Олімпіади в Гельсинкі. Гравці, що замінили досвідчених шахістів набрали по ½ очка, ані партії не вигравши; збірна посіла жалюгідне 12 місце з 18 команд.
В середині 1950-х полишає турнірні змагання, зосередившись на тренерській діяльності. Помер у Лодзю 27 травня 1972, похований у фамільній усипальниці в Варшаві.
Син пана Казимєжа та пані Анелі Любіч-Липської, згаданий вище Вацлав Макарчик (1928—1986) - відомий польський польський соціолог, співробітник Інституту соціології та філософії Польської академії наук

## Шахова кар'єра
1926 дебютував на першому в історії Польщі Шаховому чемпіонаті, посівши 10-те місце. Вже на наступному чемпіонаті фінішував третім за знаними майстрами Акібою Рубінштейном та Ксавери Тартаковером. 1928 долучився до успішного виступу польської збірної на Олімпіаді в Гаазі (3-є місце), набравши 8 очок в 16 партіях. Брав участь і в наступних чотирьох Олімпійських змаганнях:
- 1930 завоював золоті нагороди (7½ пунктів у 13 партіях);
- 1931 срібний призер (8 пунктів у 12 партіях на четвертій дошці);
- 1933 показав четвертий результат в індивідуальному заліку на резервній дошці;
- 1935 чудово зігравши на резервній дошці (9½ в 14 іграх, 4-й в індивідуальному заліку) знову став бронзовим призером.

Ця домашня Олімпіада 1935 стала останньою в кар'єрі шахіста. Загалом у 68 партіях він здобув 40½ пунктів (59,6%). Також виступив у складі команди Польщі на неофіційній олімпіаді в Берліні: на четвертій дошці набрав лише 8½ пунктів у 18 партіях
Також Макарчик виступав за команду Лодзя, ставши 1947 у її складі Чемпіоном Польщі. 1948 він отримав індивідуальну нагороду за найкращий виступ на першій шахівниці (8½ у 11 партіях).
Як шаховий тренер Казимєж Макарчик виховав кількох чемпіонів та олімпійців, зокрема дворазового чемпіона Польщі Вітольда Бальцеровського, Стефана Вітковського, польсько-ізраїльського майстра Гедалі Шапіро.
З 1961 заслужений член Польської шахової федерації, заслужений майстер спорту, міжнародний майстер (1950).
З 1978 року проводяться меморіали на честь Казимєжа Макарчика.

## Цікавинки
1925 Казимєж Макарчик придумав і ввів у обіг польський відповідник слова кросворд — пол. krzyżówka.